# 国道40号 (韩国)
国道40号，又称唐津－公州线，是大韩民国的一条向东西国家级公路。路线西起忠清南道唐津市合德邑（与国道32号和地方道622号相连），东至忠清南道公州市新官洞（与国道32号和国家支援地方道96号相连）。其全线全长约145.6千米，于1981年3月14日开始规划建设，1981年4月16日开通部分路段。

## 主要途径城市

### 忠清南道
唐津市 - 礼山郡 - 洪城郡 - 保宁市 - 扶余郡 - 公州市

## 主要途径道路
- 西海岸高速公路
- 论山天安高速公路
- 唐津盈德高速公路
- 舒川公州高速公路
- 国道4号
- 国道21号（朝鲜语：국도 제21호선）
- 国道23号（朝鲜语：국도 제23호선）
- 国道29号
- 国道32号
- 国道34号
- 国道36号
- 国道38号（朝鲜语：국도 제38호선）
- 国道39号
- 国道45号（朝鲜语：국도 제45호선）
- 国道77号（朝鲜语：국도 제77호선）
- 70国家支援地方道70号（朝鲜语：국가지원지방도 제70호선）
- 96国家支援地方道96号（朝鲜语：국가지원지방도 제96호선）